# Governara
Governara è una frazione del comune di Villa Minozzo, ai piedi del Monte Penna, verso sud, lungo le sue propaggini occidentali.

## Storia
Le prime notizie risalgono al 1615 quando il paese contava 144 abitanti suddivisi in 28 famiglie. Nel 1632 il paese subì il flagello della peste, al termine della quale rimase in quarantena per ben 2 anni, con il divieto anche per la valle di transumare con gli armenti. Durante il contagio i morti venivano portati a qualche centinaio di metri a nord-est del paese, in un punto detto ancor oggi "fossa dei morti". Si narra che dopo il contagio il bestiame si inselvatichì, perché lasciato libero.

## Territorio
Il borgo non è mai stato interessato a dilavamenti e frane. Solo durante il grande terremoto del 1920 il paese subi alcuni smottamenti. Lo stile murario delle costruzioni caratteristiche ricordano lo stile della vicina Toscana. Le più vecchie risalgono al 1400 e si trovano nella parte più bassa del borgo. Qui si possono osservare un portale architravato di fronte al quale è visibile una finestra con rosa celtica su un muro diroccato. Verso l'alto possiamo osservare due portali in arenaria zigrinata. Nel borgo si possono notare le vestigia di una fornace, di un mulino azionato ad acqua e di una segheria a vapore. Nel 1700 le case vennero costruite nella parte alta con la caratteristica copertura a lastre.